# Gundershoffen
Gundershoffen – miejscowość i gmina we Francji, w regionie Grand Est, w departamencie Dolny Ren.
Według danych na rok 1990 gminę zamieszkiwało 3377 osób, 192 os./km².